# إميل سنكلير
اميل سنكلير (بالإنجليزية: Emile Sinclair)‏ (29 ديسمبر 1987 بليدز في المملكة المتحدة - ) هو لاعب كرة قدم بريطاني في مركز الهجوم. لعب مع برادفورد سيتي وماكليسفيلد تاون ونادي بارنسلي ونادي برينتفورد ونادي دونكاستر روفرز ونادي يورك سيتي ونوتينغهام فورست ونادي مانسفيلد تاون ونادي بيتربورو يونايتد ونادي كرولي تاون ونادي جيزيلي ‏ ونادي نورثامبتون تاون.

## وصلات خارجية
- إميل سنكلير على موقع قاعدة بيانات كرة القدم.إي يو (الإنجليزية)
- إميل سنكلير على موقع Soccerbase.com (لاعب) (الإنجليزية)
- إميل سنكلير على موقع Soccerway.com (الإنجليزية)